# Kiensaß
Kiensaß ist eine Ortschaft und als Kiensass eine Katastralgemeinde der Gemeinde Schrems im Bezirk Gmünd in Niederösterreich mit 32 Einwohnern (Stand 1. Jänner 2024).

## Geografie
Der Ort befindet sich ganz im Norden des Gemeindegebietes und besteht aus mehreren Gehöften, die von der Thayatal Straße über Nebenstraßen erreichbar sind. Im Süden und Osten bildet der Braunaubach die Grenze nach Aalfang und nach Norden hin erstrecken sich großflächige Wälder. Am 1. April 2020 umfasste die Ortschaft 25 Adressen.

## Geschichte
Laut Schweickhardt bauten die hier ansässigen Waldbauern, die zwar nur mittelmäßig bestiftet waren, auf ihren durchaus guten Äckern überwiegend Erdäpfel an, aber auch Korn, Hafer, Kraut und Rüben. Den größten Teil ihres Einkommens bezogen sie aber aus der Verarbeitung von Flachs. Im Jahr 1822 wurde der Ort als Dorf mit 19 Häusern genannt, das nach Langegg eingepfarrt war, wohin auch die Kinder eingeschult wurden. Die Herrschaft Heidenreichstein besaß die Ortsobrigkeit, übte die Landgerichtsbarkeit aus, besorgte die Konskription und hatte die Grundherrschaft inne.

## Siedlungsentwicklung
Zum Jahreswechsel 1979/1980 befanden sich in der Katastralgemeinde Kiensass insgesamt 30 Bauflächen mit 10.601 m² und 17 Gärten auf 5.154 m², 1989/1990 waren es ebenfalls 30 Bauflächen. 1999/2000 war die Zahl der Bauflächen auf 82 angewachsen und 2009/2010 waren es 37 Gebäude auf 84 Bauflächen.

## Landwirtschaft
Die Katastralgemeinde ist landwirtschaftlich geprägt. 133 Hektar wurden zum Jahreswechsel 1979/1980 landwirtschaftlich genutzt und 490 Hektar waren forstwirtschaftlich geführte Waldflächen. 1999/2000 wurde auf 100 Hektar Landwirtschaft betrieben und 523 Hektar waren als forstwirtschaftlich genutzte Flächen ausgewiesen. Ende 2018 waren 90 Hektar als landwirtschaftliche Flächen genutzt und Forstwirtschaft wurde auf 520 Hektar betrieben. Die durchschnittliche Bodenklimazahl von Kiensass beträgt 17 (Stand 2010).